# Бакеро, Ивана
Ивана Бакеро Масиас (исп. Ivana Baquero Macias; род. 11 июня 1994, Барселона) — каталонская актриса, наиболее известна ролью Офелии в фильме «Лабиринт Фавна» (2006).

## Биография
Родилась 11 июня 1994 года в Барселоне. Окончила американскую школу в Барселоне с углублённым изучением английского языка. Это её третий язык после испанского и каталанского. 
В возрасте 11 лет, режиссёр Гильермо дель Торо выбрал её на роль Офелии в «Лабиринте Фавна», за эту роль Ивана получила пять кинопремий и положительные отзывы критиков.

## Карьера
Исполнила несколько небольших ролей в кино до своей роли в «Лабиринте Фавна». Самая большая роль была в фильме «Хрупкость» (2005), где она снялась вместе с Калистой Флокхарт и Ричардом Роксбургом.
Бакеро была отобрана из примерно 1000 детей, которые прослушивались на роль в фильме «Лабиринт Фавна». Дель Торо сказал, что когда он увидел её кудрявые волосы, то понял, что она идеально подходит на эту роль. По начальному сценарию Офелии должно было быть 8 лет, но сценарий был специально переписан для Бакеро, которой в тот момент было 11 лет.
«Жена анархиста» (2008) — следующий фильм Бакеро. Действие фильма вновь происходит во времена Гражданской войны в Испании. Ивана играет второстепенную роль Паломы, 15 летней девочки.

## Награды
- 2007 Премия Гойя — Лучший женский актёрский дебют
- 2007 Премия Сатурн — Лучший молодой актёр или актриса
- 2007 Премия Turia — Лучший женский актёрский дебют
- 2007 Premio ACE — Лучший женский актёрский дебют
- 2007 Imagen Awards — Лучшая женская роль
- 2017 FMCE — «Серебряная биснага» за лучшую женскую роль[5]

## Фильмография
| Год       |     | Русское название                                           | Оригинальное название                       | Роль                        |
| --------- | --- | ---------------------------------------------------------- | ------------------------------------------- | --------------------------- |
| 2004      | ф   | Охота на оборотня                                          | Romasanta                                   | Ана                         |
| 2004      | ф   | Ротвейлер                                                  | Rottweiler                                  | Эсперанза                   |
| 2005      | ф   | Хрупкость                                                  | Frágiles                                    | Мэнди                       |
| 2005      | тф  | Мария и Ассу                                               | Maria y Assou                               | Николь                      |
| 2005      | тф  | 6 фильмов, которые не дадут вам уснуть: Новогодняя история | Películas para no dormir: Cuento de navidad | Мони                        |
| 2006      | ф   | Лабиринт Фавна                                             | El laberinto del fauno                      | Офелия                      |
| 2008      | ф   | Жена анархиста                                             | The Anarchist’s Wife                        | Палома в 15 лет             |
| 2009      | ф   | Проклятая                                                  | The New Daughter                            | Луиза Джеймс                |
| 2010      | кор |                                                            | Absència                                    | Лена                        |
| 2011      | кор |                                                            | The Red Virgin                              | Хильдегарт Родригес         |
| 2013      | ф   | Глаза панды                                                | Another Me                                  | Кайли                       |
| 2014      | ф   |                                                            | El club de los incomprendidos               | Мэри Рейес                  |
| 2015      | ф   |                                                            | Gelo                                        | Катарина / Джоана           |
| 2016—2017 | с   | Хроники Шаннары                                            | The Shannara Chronicles                     | Эретрия/Демон-Человек/Друид |
| 2019      | с   | Открытое море                                              | Alta Mar                                    | Ева                         |
| 2019      | ф   | Обратная связь                                             | Feedback                                    | Клэр                        |
| 2021      | ф   | Чёрная пятница                                             | Black Friday                                | Марни                       |